# Futbolniy Klub Metallurg
FC Metallurg Lipetsk - em russo: Футбольный клуб «Металлург» Липец - é um clube de futebol de Lipetsk, na Rússia.
Fundado em 1966, manda seus jogos no Metallurg, em Lipetsk, com capacidade para 14.000 torcedores. Suas cores são preto e vermelho.